# 慕容彦超
慕容彦超（?—952年），五代时軍事人物，吐谷浑人，后汉高祖刘知远同母异父弟。
冒姓閻，因體黑又麻臉，故被稱為閻昆侖，早年擔任李嗣源的士兵，累迁至刺史。後擔任泰寧（今山东省济宁市兖州区）节度使。因喜愛詐術而為郭威所忌。乾祐三年（950年），郭威起兵反後漢，在劉子陂（今河南封丘南）擊敗慕容彥超，彥超逃往兖州，開封府尹侯益向郭威投降。郭威又擊敗劉承祐，建立後周。后周广顺二年（952年）慕容彦超联络南唐、北汉反周，兵败，投井死。

## 生平

### 早年经历
他早年跟随李嗣源，历后唐、后晋二朝，从不断立军功从底层做到了刺史。他在后晋时期，和契丹作戰无比英勇。后因受贿罪，论死，赖同母兄刘知远求情，免死，流于房州（今湖北房县）。后汉天福十二年（947年），刘知远当了皇帝，授他为镇宁军节度使（镇澶州，今河南濮阳），他还跟随高行周一起讨伐杜重威，刘知远为了协调他和高行周的关系，把他调到兖州，任泰宁军节度使。

### 背叛后周
乾祐三年（公元950年）后汉隐帝反动了政变，杀掉了史弘肇、杨邠，逼反了枢密使郭威。郭威率军围京师开封，刘承祐下诏让慕容彦超来京，希望他能够抵挡住郭威，慕容彦超接到刘承祐的诏书时，连忙放下碗筷赶赴京师，来到京城，受命为主将，带兵抵御郭威大军。他自恃骁勇，大言惑众，出城拒战。但他因为轻敌，致使后汉军队大败，刘承祐也死于乱兵之中。慕容彦超则逃回了兖州。
广顺元年（951年），郭威称帝建立了后周，作为前朝的宗室，他要不要向郭威称臣就成为了一个非常尴尬的问题。他逃回了兖州后心中就一直惴惴不安，担心郭威随时来清算自己。他内心里不敢与郭威正面交锋，他见郭威称帝，还派人来京城进献宝物，表达了自己愿意归顺的意思，以此来试探郭威。郭威清除後汉所有有资格继承皇位的继承人，慕容彦超虽是刘知远同母异父的弟弟，但因他姓慕容不姓刘才躲过一劫，郭威新定天下，想拉拢更多人，就加封慕容彦超为中书令，并派人到兖州抚慰，称其为弟。郭威的圣旨大意为：“前朝失德，少主听信谗言，仓促之间，召卿入京，卿接到诏令后立马出发，几天就来到了京城，为救国难，奋不顾身，后来天亡汉室，汉军将校，纷纷归降，卿却调转马头，回到兖州。由此来看，不管是为国尽忠，还是审时度势，你都做的有始有终。疾风知劲草，危难见忠臣。得国者自然都想用你这样的人。对汉室三心二意的人，怎么可能会效忠周廷！如果因为抵挡过我而担心恐惧，岂不是过于杞人忧天了吗？你只要保持安国体民。对我就像对待故主一样，那你就一样还是社稷重臣。言尽于此，卿无复疑！”
然而慕容彦超看到诏书后并没有借坡下驴，真心归附，他依旧疑心不断，后来听说刘赟暴死，这让他更加不安。于是他在兖州招兵买马，积蓄粮草，并暗中勾结北汉，准备起兵反周。然而郭威早就截获了他与北汉之间的往来书信，所以郭威早就清楚慕容彦超的野心。郭威非但没有发兵责问，反而派人到兖州和慕容彦超订立盟约，想最后一次争取他。但慕容彦超非但不领情，还想用计策反与自己相近的高行周，让郭威对高行周生疑，然而郭威识破了他的计谋，郭威反而更加信任高行周，派遣张凝到郓州支援高行周防守。
广顺二年（公元952年） ，慕容彦超准备起兵，他把部下招入城中，并且挖护城河。他又准备和南唐勾结，部下劝他不要反抗後周，说山东自古以来没有起兵自立的条件，希望他能够吸取杜重威，李守贞的前车之鉴，但慕容彦超没有采纳。郭威后见到慕容彦超起兵，发兵征讨，慕容彦超见後周军来势汹汹，便派人到南唐请求支援，唐主李璟派遣燕敬权来支援他。但没想到唐军主力被周军打垮，而且主将燕敬权也被后周军队所擒。郭威好言宽慰燕敬权，拉拢南唐，给了他钱财并将他放回南唐，并警告他们不要再助逆。李璟心中颇有感激，便不再帮助慕容彦超。不过，慕容彦超也是一员良将，防守做的很好，让後周军一时拿不下城池。曹英见猛攻无效，就下令在城外修筑堡垒，打算困死兖州城。后慕容彦超见后周的援军越来越多，心中越发觉得恐惧，想要带兵突出重围。但他数次突围，都被药元福堵了回来。就这样一直相持到了夏天，城中的粮草被消耗殆尽。慕容彦超下令，让军士大肆搜刮百姓，城中的大户阎弘鲁见他大肆搜刮，预感到他自己的钱财肯定都保不住，干脆把自己的家产都献了出来，但是慕容彦超却还说他有私藏，最终将其冤杀。他命工匠以铁为质外包以银，号“铁胎银”。于是人无斗志，军士不为其所用。
郭威见兖州久攻不下，就御驾亲征，他先派人劝降慕容彦超，但是郭威却只得到守军的污言秽语。郭威大怒，立马督军猛攻，各军见主上御驾亲临，各个都气势如虹，卖力进攻。而城内的守军因为粮草短缺，早就无心守城。很快， 在内外无援，兖州城被攻陷，城中守军纷纷投降，慕容彦超见城池不保，便来到城中的镇星祠里，祈祷了起来。他起兵造反，便是因为城中术士说他起兵造反必然有神相助，慕容彦超信以为真，特意在城中修建了此镇星祠，每天前来祭拜，现在他无计可施，希望能够得到神灵的指点。然而，此时他听说兖州被攻破，连忙起兵督战，然而兵败如山倒，他打了一会儿巷战，见手下的人越来越少，就再次回到了镇星祠，一把火烧了这里，然后回到了府中，带着夫人一起投井自杀。慕容彦超的儿子带着五百人想突围，也被捉住斩杀。慕容彦超的家族悉数被诛杀，就连慕容彦超的尸体也被人打捞上来，枭首示众。原本郭威还想杀慕容彦超的将校，但冯道和范质为他们辩解道他们是被慕容彦超胁迫的，不应治罪。郭威听后觉得有理，便赦免他们。

## 延伸阅读
[在维基数据编辑]
 《舊五代史·卷130》，出自薛居正《舊五代史》
 《新五代史·卷53》，出自歐陽修《新五代史》